# Río Jatapu
El río Jatapu es un río amazónico brasileño, un afluente del río Uatumã, a su vez, afluente por la margen norte (izquierda) del río Solimoes.  Todo su curso discurre por el estado de Amazonas y tiene una longitud de unos 400 km.

## Geografía
El río Jatapu nace en la sierra de Acara, en la frontera entre Brasil y la Guayana. Tiene varias fuentes, siendo la principal el río Jatapuzinho. Discurre en dirección sur, bordeando la sierra de Jatapu. Es un río caudaloso, con bastantes zonas de rápidos y cascadas (cachoeiras), como la cachoeira do Pato y la Pica-Pau. En la parte baja recibe las aguas de su principal afluente, el río Capucapu, en las proximidades de Macauari y Joao Farias. Atraviesa luego la localidad de Bras y desemboca en el río Uatumã, en una zona que casi es un lago, frente a la localidad de San Sebastiao do Uatumã (8.401 habitantes en 2004).